# Felix Ua Duib Sláin

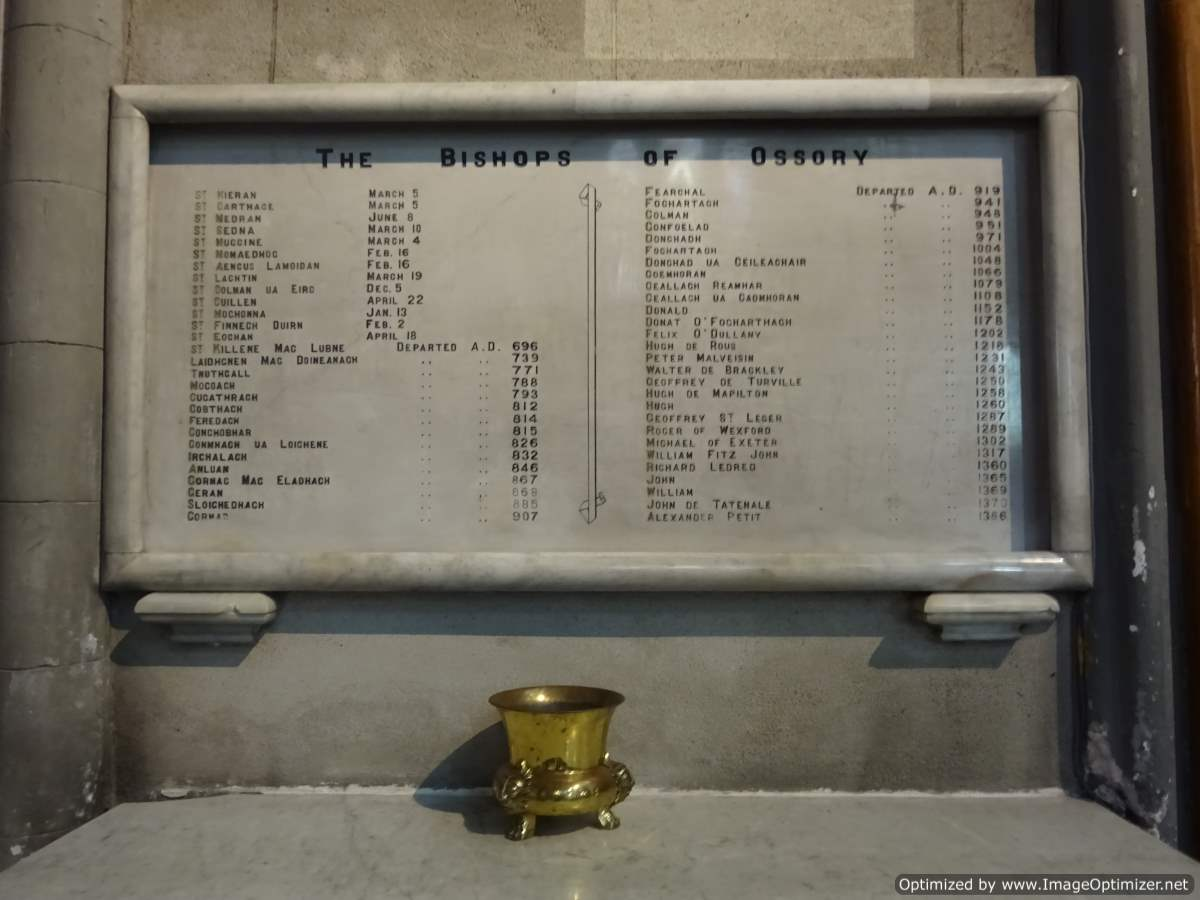
Placa na Catedral de Santa Maria, Kilkenny, com uma lista dos Bispos de Ossory; Felix é listado como "Felix O'Dullany"

Felix Ua Duib Sláin (c.1140s? - 24 de janeiro de 1202), muitas vezes anglicizado como Felix O'Dullany (O'Dulaney, O'Dullaney, O'Dulany etc.) foi um bispo irlandês medieval.

## Biografia

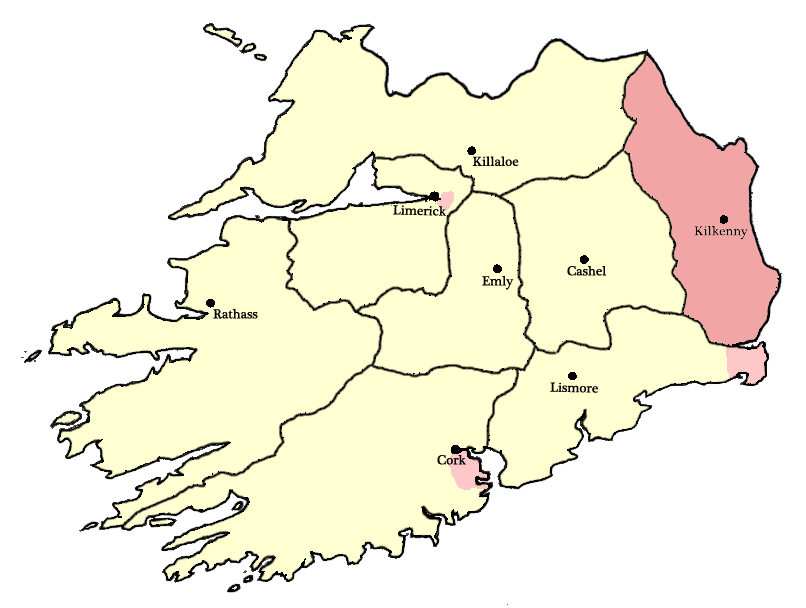
Mapa de Ossory (rosa) no século XII

Felix tinha um primeiro nome latino que significa "afortunado"; seu sobrenome significa literalmente "neto / descendente de Dubh Shláine", um nome irlandês que significa "preto [de cabelo?] Slaney ", uma família anteriormente poderosa na área de Upper Woods, no moderno Condado de Laois. Felix é registrado como um membro da Ordem dos Cistercienses, assumindo o hábito branco na Abadia de Baltinglass ou na Abadia de Mellifont. Ele é creditado como fundador da Abadia de Jerpoint. No entanto, isso não é certo; John R. Sommerfeldt, um historiador cisterciense, afirmou que Felix pode realmente ter sido um beneditino.
Félix se tornou bispo de Ossory, localizado no sudeste da Irlanda, entre 1178 e 1180.
Ele é conhecido por sua associação com St John's Priory, Kilkenny; por volta de 1200, ele concedeu os dízimos do castelo de Kilkenny ao irmão Osbert, o prior do hospital de Saint John, permitindo-lhes desenvolver a abadia agostiniana. Ele mudou a sé da Abadia de Aghaboe para a Catedral de St Canice, Kilkenny, devido à guerra na região de Leinster.
Não tinha medo dos poderosos senhores normandos, excomungando Theobald Walter, primeiro mordomo-chefe da Irlanda, quando ele usurpou as terras da Igreja.
Morreu em 24 de janeiro de 1202. Ele foi enterrado na Abadia de Jerpoint, no lado norte do altar. Sua efígie retrata uma cobra mordendo seu báculo. Muitos milagres foram realizados em seu túmulo.
David Roth em sua história de Kilkenny atribuiu a O'Dullany a fundação de Irishtown na cidade, mas isso parece ter sido uma tentativa de negar à cidade uma fundação irlandesa em vez de uma história real.
Ele é comummente referido como "Bem-aventurado Felix O'Dullany", um título no catolicismo aplicado a uma pessoa que se acredita ter entrado no céu e tem a capacidade de interceder em nome de indivíduos que oram em seu nome. Antes de 1634, o título de "Bem-aventurado" podia ser concedido pelos bispos locais.